# GNN元気な生コンネットワーク
GNN元気な生コンネットワーク（じーえぬえぬげんきななまこんねっとわーく。略称GNN）は、日本の生コン工場78社（2015年3月現在）による任意団体である。

## GNN技術勉強会
全国の加盟工場から生コン工場ならではの新事業・新技術などの付加価値を共有し、または知識を習得する目的で年間に4回程度勉強会（年に1度は「発表会」）が開催されている。
年に1度東京で開催される発表会以外は全国各地で開催（当該地区GNN工場がホストとなり、会の運営に責任を持つ）され、その都度会員有志らによりGNN勉強会実行委員会が組織され、ホスト工場に協力する形で運営されている。

勉強会には業界内外・国内外から多くの関係者が参集し、生コン業の社会への発信をしている。

## GNN事務局
事務局は有限会社長岡生コンクリート内にあり、会員相互またはWGの行事やセミナー開催などの事務連絡のとりまとめをしている。
GNNとは生コン業に関する様々な「困った」「あったらいいな」などのコンセプトごとにワーキンググループ（WG）を組織し、会員はそれぞれの興味・関心のあるWGに任意で参加している。

複数のWGと事務局を総称してGNNとしているため、通常の組織と異なり会長など役員を置いていない完全な任意団体となっている。

必要に応じて問題意識を持つ任意のGNN会員が呼びかけをしてWGが組織され、または解散する。

## GNNWG
主なWGには「戻りコンWG」「埋め戻しグラウトWG」「補修事業WG」「透水性コンクリート舗装WG」などがあり、全国各地のソリューションを共有し新技術の開発などを行っている。

中でもGNNが注目を浴びるようになったきっかけは「戻りコンWG」であり、イタリア建設資材メーカーMAPEIと長岡生コンクリートらが共同開発した戻りコン改質剤「IWAシステム（Re-con ZERO）」はGNN拡大の原動力となった。

## GNNワークショップ（WS）
定期的に開催される勉強会で蓄積された各種新事業・新技術に関する知識を題材に、「1年間で生コン以外の新規売り上げ1億円、新規利益1千万円」を目標として第1期9社の参加している。

2020年以降東京オリンピックが終わった後の日本経済環境下でも健全な事業運営を継続することで重要なインフラ資材を安定供給することをもって日本社会の健全な永続に貢献することを目標としている。

生コン業という業態は地場産業の特性が強く、地域経済の浮沈にダイレクトに影響を受けやすい。

## GNNアワード
東京工業大学名誉教授長瀧重義氏を大会審査委員長と審査を行っている。

組合組織などの慣習により競うことをタブーとする業界の中で、「競うことによる業界活性化」を主な目的としている。

## 関連
GNNは生コン・セメントに関わる様々な団体・個人との連携を図っている。

その対象は国内にとどまらず、WGが主体となって様々な国の企業との共同が行われている。

また、こうした中小企業の連携のあり方は各種メディアにも取り上げられ、生コン業以外の業種にも広く応用の可能性を模索する動きがある。

以下、関係企業
- MAPEI イタリア
- IBB REOLOGY カナダ